# Tukidid
Tukidid (grč. Θουκυδίδης; oko 460. pr. Kr. – oko 395. pr. Kr.) bio je starogrčki povjesničar koji je opisao Peloponeski rat.
Tukidid je i sam sudjelovao u ratu kao jedan od atenskih vojskovođa, ali su ga Atenjani ubrzo prognali. Zatim se skrasio na jednom otoku i tamo napisao svoje djelo „Povijest Peloponeskog rata”. 

## Stil
Za razliku od Tukidida, poznati je povjesničar Herodot prisan, povjerava se čitatelju, prepričava mitove, bajke i sumnjive anegdote. Tukidid nema ništa od toga. Njegov stil je štur, ponekad i monoton, a jedini su književni ukras povremeni govori sudionika rata kroz koje autor iznosi svoja razmišljanja o ratovanju. Zašto je onda Tukidid tako slavan? Dva su razloga. 
Prvo, Tukidid je pouzdan. Ništa ne izmišlja, traži pouzdana svjedočanstva i strogo slaže događaje po godinama.
Drugo, Tukidid razmišlja o uzrocima događaja. Dok Herodot objašnjava sve ratove po načelu akcija-reakcija, Tukidid zaključuje da je do Peloponeskog rata došlo zbog ambicija Atene da postane svjetsko carstvo. Tako je začeo težnju povijesne znanosti da traži dublja kretanja iza kaosa povijesti.

## Citati
- Grad su ljudi, a ne njegove zidine.
- Jaki čine ono što mogu, a slabi trpe ono što moraju.
- Glavni je princip ljudske prirode taj da preziremo one koji se prema nama dobro odnose, a naginjemo onima koji nam ne čine ustupke.
- Moje djelo nije stvoreno da bi zadovoljilo publiku, nego da bi vječno trajalo.
- Tajna sreće jest sloboda. Tajna slobode jest hrabrost.

## Djela
- Povijest Peloponeskih ratova (engl. jezik)